# Timolol
Timolol là một loại thuốc được sử dụng bằng đường uống hoặc dưới dạng thuốc nhỏ mắt. Khi dùng dưới dạng thuốc nhỏ mắt, thuốc sẽ sử dụng để điều trị tăng áp lực bên trong mắt như tăng huyết áp mắt và tăng nhãn áp. Khi dùng dưới dạng uống, thuốc sẽ sử dụng để điều trị bệnh cao huyết áp, đau ngực do lưu lượng máu không đủ đến tim, dùng để phòng ngừa biến chứng thêm sau một cơn đau tim, và để ngăn ngừa chứng đau nửa đầu.
Tác dụng phụ thường gặp khi dùng dưới dạng thuốc nhỏ mắt là kích thích mắt. Các tác dụng phụ thường gặp nếu dùng qua đường uống bao gồm mệt mỏi, nhịp tim chậm, ngứa và khó thở. Các tác dụng phụ khác bao gồm che giấu các triệu chứng đường huyết thấp ở những người bị tiểu đường. Sử dụng không được khuyến cáo ở những người bị hen suyễn, suy tim không bù hoặc COPD. Mức độ an toàn nếu sử dụng thuốc trong thời kỳ mang thai vẫn là chưa rõ ràng. Timolol là một thuốc chặn beta không đặc hiệu.
Timolol được cấp bằng sáng chế vào năm 1968 và được đưa vào sử dụng y tế vào năm 1978. Nó nằm trong danh sách các thuốc thiết yếu của Tổ chức Y tế Thế giới, tức là nhóm các loại thuốc hiệu quả và an toàn nhất cần thiết trong một hệ thống y tế. Timolol có sẵn dưới dạng thuốc gốc. Chi phí bán buôn ở các nước đang phát triển là khoảng 0,86-2,29 USD / chai 5 ml. Tại Hoa Kỳ, chi phí mỗi tháng là từ 25 đến 50 USD.